# Yolanda Mateos Franco
Yolanda Mateos Franco (* 26. Februar 1972 in Elgoibar) ist eine ehemalige spanische Fußballspielerin.

## Karriere

### Vereine
Mateos spielte im Seniorinnenbereich zuletzt für CD Urki in der Saison 1990/91, bevor sie vom Verein Eibartarrak Futbol Taldea verpflichtet wurde und diesen elf Jahre lang in der seinerzeit höchsten Spielklasse im spanischen Frauenfußball unter den Bezeichnungen Liga Nacional, División de Honor und Superliga angehörte.
Von Januar bis Juni 2003 spielte sie für den Ligakonkurrenten UD Levante, bevor sie noch eine Saison lang für die Frauenfußballabteilung von CE Sabadell spielte und zum Saisonende 2003/04 ihre Spielerkarriere beendete.

### Nationalmannschaft
Mateos bestritt im Zeitraum von 1996 bis 2001 26 Länderspiele für die A-Nationalmannschaft, in denen sie acht Tore erzielte. Mit ihr nahm sie an der vom 29. Juni bis zum 12. Juli 1997 in Norwegen und Schweden ausgetragenen Europameisterschaft teil und bestritt alle drei Spiele der Gruppe A sowie das mit 1:2 verlorene Halbfinale gegen die Nationalmannschaft Italiens. 

## Erfolge
CE Sabadell
- Zweiter Spanische Meisterschaft 2004
- Finalist Vereinspokal 2004

UD Levante
- Zweiter Spanische Meisterschaft 2003

Eibartarrak FT
- Zweiter Spanische Meisterschaft 2001
- Finalist Vereinspokal 1999